# Mojs II
Mojs (II), anche riportato dalle fonti nelle forme Moys, Majs o Majos (tra il 1200 e il 1210 – settembre/dicembre 1280), fu un influente nobile ungherese del XIII secolo che ricoprì diverse cariche presso la corte reale all'indomani del 1250.
Preservò un proprio peso specifico fino alla morte, grazie al matrimonio contratto con una parente non identificata della dinastia regnante degli Arpadi. Il suo testamento rappresenta una fonte straordinariamente dettagliata sulla storia sociale dell'epoca degli Arpadi. Attraverso le sue figlie, Mojs divenne il progenitore per via materna delle famiglie aristocratiche dei Meggyesi, Tamási, Herceg de Szekcső e dei Báthory de Somlyó.

## Biografia

### Confidente di Béla
Mojs (II) nacque nel primo decennio del XIII secolo ed era uno dei tre figli di Mojs (I) e di Venys Monoszló. Le origini familiari di Mojs I restano sconosciute, ma sicuramente proveniva da una famiglia ricca e influente a causa del suo matrimonio, che presumibilmente possedeva terre in Slavonia. Fu un importante sostenitore del duca Béla sin dal 1220, circostanza la quale gli precluse la possibilità di aspirare a un ruolo a corte a causa delle tensioni tra Béla e suo padre, il re Andrea II. Mojs (II) ebbe un fratello, Alessandro, che nel 1233 era detto portaspada reale. La loro sorella, il cui nome resta ignoto, sposò Nana Bár-Kalán, figlio di Posa Bár-Kalán.

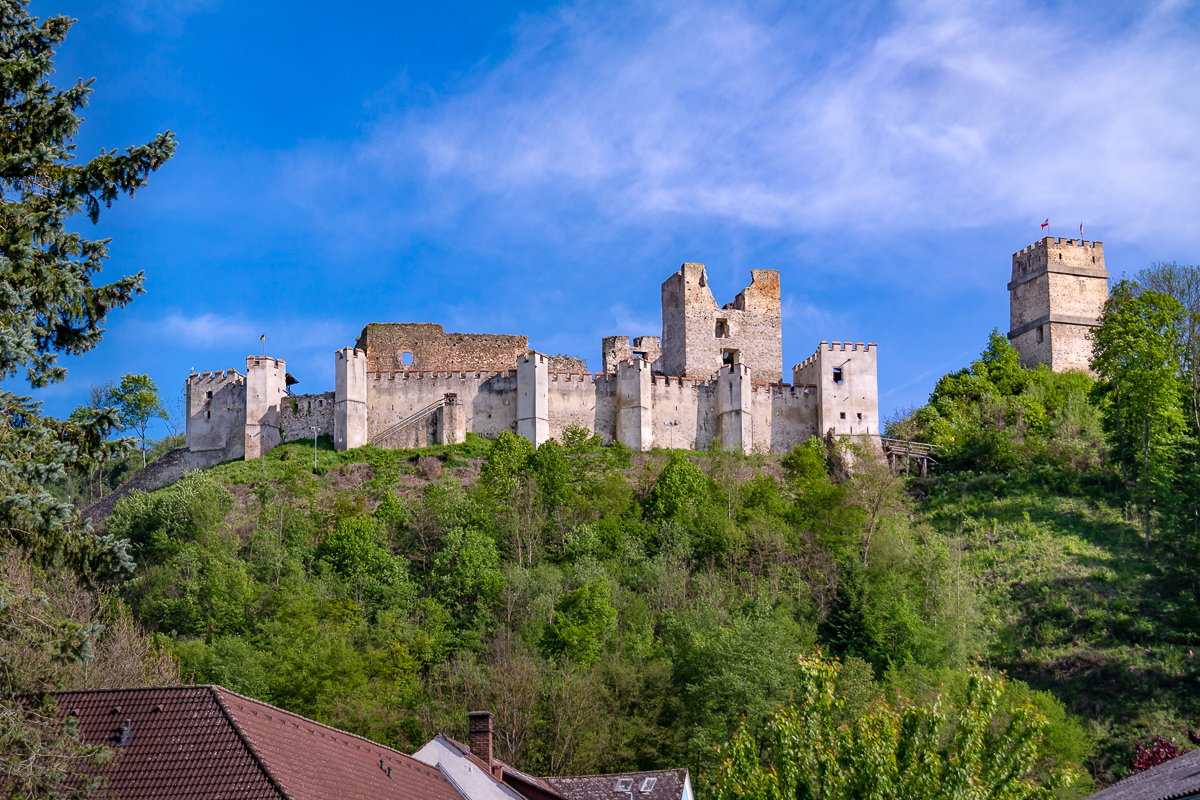
Le rovine del Castello di Kirchschlag, assediato e conquistato da Mojs nel 1250

L'orientamento politico del padre fece sì che il giovane Mojs crebbe alla corte ducale di Béla, salito al trono ungherese nel 1235. È plausibile che Mojs I morì prima di allora, e la sua eredità politica fu portata avanti da suo figlio, che apparve per la prima volta nei documenti contemporanei nell'agosto del 1245, quando re Béla IV gli donò il villaggio di Izdenc nel comitato di Somogy oltre il fiume Drava (la moderna Zdenci, in Croazia). Mojs partecipò alla campagna reale contro il ducato d'Austria nell'estate del 1250. Alla testa di un enorme contingente, assediò ed espugnò il castello di Kirchschlag. Per i suoi meriti, fu nominato mastro cavaliere nel 1251, ricoprendo questa carica fino al 1254. Successivamente, rivestì la carica di capo dell'ispanato di Gora (situato nel comitato di Zagabria) dal 1254 al 1256. Mojs ricoprì la carica di gran dapifero reale e ispán del comitato di Vrbas (o Orbász) dal 1256 al 1258.
Quando, nel 1260, emersero tensioni nei rapporti tra Béla IV e il suo primogenito ed erede, il duca Stefano, Mojs rimase plausibilmente neutrale ed evito ogni tipo di coinvolgimento persino nel momento di massima criticità, coinciso con la guerra civile del 1264-1265. Lo storico Jenő Szűcs ha ritenuto che il legame familiare di Mojs con la dinastia degli Arpadi gli permettesse di bilanciare le due fazioni contrapposte. Ciononostante, Mojs apparteneva sicuramente ai confidenti del re. Servì come tesoriere alla corte ducale del figlio prediletto di re Béla, Béla di Slavonia, oltre ai suoi incarichi di ispán dei comitati di Somogy e Varasdino dal 1260 al 1267. Un documento del 1264 riferisce poi che risultava ispán del comitato di Bihar. Dopo la fine della guerra civile, Mojs partecipò alla campagna militare congiunta di Béla IV e Stefano contro la Bulgaria nell'estate del 1266. Intorno al 1263, Mojs e tre dei suoi parenti eressero un monastero cistercense ad Ábrahám (vicino a Dombóvár) nel comitato di Tolna, dedicato alla Vergine Maria. Béla IV confermò la fondazione in quell'anno. Mojs fece ulteriori donazioni di terreni al monastero nel 1272 e nel 1273, concedendo in totale nove insediamenti e venti famiglie di servi dei comitati di Tolna e Bodrog ai frati cistercensi.

### Anarchia feudale
Dopo la morte di Béla IV, suo figlio e vecchio nemico Stefano V salì al trono ungherese nel maggio del 1270. Il nuovo monarca intendeva riconciliarsi con gli antichi sostenitori del padre, nel mezzo di una crisi in corso, mentre sua sorella, la duchessa Anna, e alcuni nobili vicini a Béla del Transdanubio fuggivano dall'Ungheria e domandavano asilo alla corte di Ottocaro II di Boemia. Di conseguenza, Mojs venne nominato palatino d'Ungheria da Stefano V pochi giorni prima della sua incoronazione. Oltre alla sua posizione più prestigiosa, Mojs divenne poi ispán del comitato di Sopron dal 1270 al 1272 e del comitato di Szeben brevemente nel 1270. Oltre ai suoi legami familiare con gli Arpadi e con la stirpe dei Monoszló, gradita a Stefano V, la persona di Mojs simboleggiava un governo unificato e avvalorava il titolo di Stefano ("re di tutta l'Ungheria"). Quando Stefano concesse il comitato di Strigonio all'arcivescovo Filippo Türje che lo incoronò re a Strigonio il 17 maggio o poco più tardi, a Mojs fu affidato il compito di inaugurare il prelato al suo nuovo ruolo di conte perpetuo. Poco dopo, Mojs concesse dei privilegi ai suoi servi, gli hospes (coloni stranieri ospiti) di Kazsok. Quando la faida tra Stefano V e Ottocaro II sfociò in una guerra su larga scala, Mojs si unì all'accampamento reale e partecipò alla campagna militare nella primavera del 1271. Nonostante la sua dignità di ispán, il castello di Sopron fu difeso dai fratelli Osl, in particolare da Giacomo. Quando gli inviati dei due re raggiunsero un accordo a Presburgo il 2 luglio, Mojs figurò tra i firmatari del documento. Mojs fu il primo palatino ad assumere la dignità di giudice dei cumani, in seguito divenuto parte del suo titolo ex officio, unificando le due cariche per secoli.
Quando Gioacchino Gutkeled rapì l'erede di Stefano, il decenne Ladislao nell'estate del 1272, segnò l'inizio dell'era della cosiddetta epoca dell'anarchia feudale. Stefano V, che tentò senza successo di liberare il figlio, si ammalò gravemente. Una delle sue ultime decisioni fu quella di nominare Mojs bano di Slavonia il 3 agosto, per sostituire l'impopolare Giaocchino Gutkeled. Il re spirò tre giorni più tardi, il 6 agosto. Negli anni successivi, due fazioni aristocratiche rivali si contesero il potere sotto il dominio nominale della regina vedova, Elisabetta la Cumana. Gioacchino recuperò la sua posizione di bano entro il 22 agosto 1272 e, da allora in poi, Mojs si astenne dalle lotte per il comando, distinguendosi come leale confidente della famiglia reale. Nel medesimo anno, la regina Elisabetta restituì a Mojs gli insediamenti di Kazsok, Béc, Csap, Farnas e Ráksi nei comitati di Somogy e Tolna. Secondo il signore, la defunta moglie di Béla IV, la regina Maria Lascaris di Nicea, gli aveva illegalmente sequestrato gli insediamenti, ovvero il suo patrimonio, in precedenza. Ispán del comitato di Somogy dal 1273 al 1274, Mojs si avvicinò in seguito alla famiglia della regina Elisabetta di Sicilia, moglie di Ladislao IV. Ciò gli permise di divenire tesoriere di corte tra il 1274 e il 1275 e di svolgere, in contemporanea, la funzione di ispán del comitato di Szepes. Nel frattempo, nei mesi successivi scoppiò una nuova guerra civile tra Gioacchino Gutkeled e Pietro Csák. Mojs prese parte al fallito tentativo di Ugrino Csák di annientare le truppe di Gioacchino a Föveny (vicino a Polgárdi). Tornato alla corte reale, Mojs ricoprì nuovamente il ruolo di ispán del comitato di Somogy dal 1275 al 1276. Fu giudice reale per un breve periodo nella prima metà del 1276 e, infine, tesoriere della corte reale dal 1277 fino alla sua morte, avvenuta nel 1280.

### Discendenza

#### Matrimonio/i
È ampiamente accettato da un punto di vista accademico che la moglie ignota di Mojs fosse imparentata con la dinastia regnante degli Arpadi. Comparve per la prima volta nei documenti medievali nel 1260, quando re Béla IV permise a Mojs di disporre liberamente dei beni ereditati e acquisiti a favore della moglie e delle figlie, poiché non aveva discendenti maschi. Fu nuovamente menzionata nei testamenti del marito nel 1267, 1270 (conferma del documento del 1260), 1272 e 1280, come «signora di nobile origine» (de nobiliorte prosapia) in quest'ultimo caso. Re Ladislao IV si riferì alla moglie non identificata di Mojs come sua "sorella" (soror) il 2 gennaio 1281. Il successore di Ladislao, Andrea III, e la sua sposa, la regina Fenenna di Cuiavia, veniva detta «cognata» (cognata) all'inizio degli anni Novanta del Duecento.

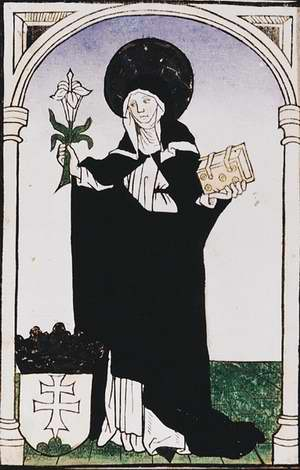
Santa Margherita, la cui agiografia contiene elementi importanti sui rapporti familiari di Mojs

Diversi storici hanno cercato di determinarne l'identità e la parentela più stretta con la dinastia reale. Il cronista e storico di corte del XVI secolo András Valkai ha sostenuto che la moglie ignota di Mojs corrispondesse a una certa Sofia, presunta figlia di Emerico d'Ungheria. László Turóczi, studioso gesuita, ha scritto nella sua opera Hungaria cum suis regibus (1768) che Mojs «probabilmente» sposò Sabina, figlia di Béla IV e Maria Lascaris, malgrado non vi sia alcuna traccia di una «Sabina» nella linea genealogica della famiglia reale. Lo storico Mór Wertner ha rigettato questa teoria nella sua monografia Az Árpádok családi története (1892), sostenendo che Béla IV non si riferisse a Mojs come suo genero nei suoi statuti (a differenza di Rostislav Michajlovič), risultando peraltro poco vantaggioso per Béla concedere la figlia a un signore anziano della sua stessa età. Wertner ha poi sottolineato il suddetto conflitto tra Mojs e la regina Maria quale fattore di esclusione. L'autore ha proseguito dicendo che la moglie di Mojs fosse imparentata con la dinastia degli Arpadi soltanto da parte di madre e aveva un legame non meglio identificato con la regina Elisabetta la Cumana, sposa di Stefano V. Nel suo Az Árpádok királyi vére Magyarország családaiban (1895), il genealogista Bálint Kis de Baczka-Madaras considerò la moglie di Mojs come un membro del ramo più anziano degli Arpadi, rifiutando lo scetticismo di Wertner con esempi di matrimoni morganatici di principesse ungheresi in periodi precedenti e dell'enfasi sui conflitti all'interno della dinastia, in base ai quali la mossa della regina Maria contro Mojs non poteva sembrare insolita. Bálint Kis ha rigettato la teoria di Turóczi riguardo al nome della moglie, che potrebbe essersi diffuso attraverso una tradizione orale locale (possedeva Kisszeben, in slovacco Sabinov). Kis ha affermato che il nome della moglie di Mojs fosse Elisabetta, poiché veniva chiamata con il suo nome in una delle versioni dell'agiografia di Santa Margherita. Di conseguenza, sia Mojs che Elisabetta comparvero al capezzale di Ladislao IV, il quale contrasse una grave malattia non identificata, ma ne guarì nel 1275. Abbracciando l'opinione di Gusztáv Wenzel, Bálint Kis ha creduto che «Elisabetta» fosse la figlia del Duca Rostislao Mikhailovič e della duchessa Anna di Macsó.
Basandosi su un testamento di una certa nobile dama Leyphilt del 1312, lo storico János Karácsonyi affermò nel suo studio (1923) che la vedova di Mojs si chiamava «Sibilla» ed era figlia di Anna, presunta sorella della regina Elisabetta. Il documento narra che le beghine di Buda vivevano nella casa di Sibilla, edificio in precedenza appartenuta alla moglie di Mojs; di conseguenza, Karácsonyi ha ipotizzato che l'abitazione dovesse a lui il nome. Lo storico ha persino immaginato che Anna, suocera di Mojs, fosse presente al capezzale di Ladislao (1275) nell'agiografia di Santa Margherita, anziché Anna, duchessa di Macsó. Karácsonyi ha sostenuto poi che Mojs si fosse sposato due volte. La sua prima consorte morì nel 1267 o nel 1268, e Mojs sposò in seguito la ventenne Sibilla, entrando a far parte della cerchia ristretta di Stefano V. Uno dei medici che curò il giovane re malato fu un certo Graziano, medico personale di Mojs. Karácsonyi assegnò la regina Elisabetta e «Anna» della famiglia Kán e alla persona di Giacobbe Svetoslao, ma l'intera ricostruzione è finita trascurata o confutata dalla storiografia successiva. Ciononostante, György Györffy ha accettato la variante del nome «Sibylla». Emil Jakubovič, autore tra i vari lavori di uno studio sullo stesso numero della rivista "Turul" (1923), ha definito l'articolo di Karácsonyi «basato su una serie di ipotesi audaci». Lo storico dimostrò che la regina Elisabetta aveva in realtà una sorella senza nome, che sposò Gregorio Monoszló. Jakubovič ha sottolineato che la legenda di Margherita menziona con certezza che la moglie di Mojs fosse Elisabetta. Il rapporto istruttorio del processo di canonizzazione ha erroneamente indicato Mojs come persona deceduta in due occasioni. Jakubovič non ha escluso che Elisabetta fosse anche una parente (cugina o parente più lontana) della regina Elisabetta la Cumana.
Nel suo studio (2005), lo storico Enikő Spekner ha posto l'accento sul fatto che il nome Elisabetta e la persona di Mojs non compaiono nella versione più antica della legenda di Santa Margherita. Ha inoltre rifiutato il nome Sibilla, poiché la casa poteva anche portare il nome di un'ex suora maggiore (magistra) di origine tedesca, ma per etimologia il nome potrebbe ricondursi al significato astratto di donne devote e profondamente religiose. Spekner ha anche ritenuto che Mojs si fosse sposato due volte in base all'età delle sue figlie. Lo storico Tamás Kádár (2013) ha sostenuto che la moglie di Mojs, Elisabetta, fosse la nipote o la cugina della regina Elisabetta. Anche la storica Dóra Bachusz ha ritenuto che la moglie di Mojs fosse originaria di derivante dalla parentela della regina Elisabetta. Secondo lei, Mojs si sposò due volte a causa delle suddette argomentazioni (la figlia maggiore nacque intorno al 1226, ma la vedova di Mojs – che visitò di persona la corte reale in quel momento storico – era ancora in vita nel 1293) e delle disposizioni del suo ultimo testamento, che nel frattempo sono cambiate dopo il 1272. Inoltre, la moglie di Mojs fu menzionata come parente della famiglia reale solo dopo il 1280, prima di allora non vi è alcun riferimento a ciò. Di conseguenza, Bachusz ha dichiarato che la prima moglie di Mojs morì tra il 1270 e il 1272, e che lui si risposò poco dopo. Inoltre, ha immaginato che nessuna delle quattro figlie di Mojs fosse nata dalla sua seconda moglie, nonostante la successiva tradizione familiare.
Dopo la morte di Mojs nel 1280, la sua vedova divenne una delle nobildonne più ricche del Regno d'Ungheria, ereditando ingenti possedimenti e beni personali. Inoltre, possedeva anche Békásmegyer e la suddetta abitazione a Buda. Nell'ottobre del 1283 Ladislao IV le concesse i feudi di Bagamérfölde e Cséptelek nell'isola Csepel. La sposa del re, la regina Isabella, le donò la terra di Zapakon vicino a Ercsi, nel comitato di Albareale, qualche tempo prima del 1287. Acquisì inoltre il villaggio di Görbő (oggi parte di Pincehely) nel comitato di Tolna da Isabella in cambio di Cséptelek: il villaggio apparteneva in precedenza al monastero di Ábrahám secondo il testamento di Mojs. Spekner ha sostenuto che la vedova fosse una forte confidente della regina. Quando Ladislao IV imprigionò la moglie nel 1286-87 nel monastero domenicano dell'isola Margherita, la vedova rimase con lei. Per questo motivo, Wertner e Karácsonyi hanno affermato erroneamente che pure lei fosse entrata a far parte dell'ordine domenicano. In realtà, la vedova si unì alle beghine e fondò un monastero nella sua casa a Buda intorno al 1280. Nel 1287 donò Zapakon alla principessa Elisabetta, regina di Serbia. Nel 1290, su sua richiesta, la regina Fenenna confermò le precedenti donazioni di terre di Ladislao IV. A quel tempo, la vedova trasferì il diritto d'uso delle terre di Bagamérfölde e Cséptelek alle monache beghine. Restituì l'insediamento di Görbő e quanto annessi al monastero di Ábrahám nel 1292. Nell'anno seguente, chiese a re Andrea III di confermare il suo testamento e, nel documento, lasciò in eredità al monastero beghinale le terre sopra menzionate nell'isola di Csepel e a Békásmegyer, oltre alla sua casa a Buda. La vedova di Mojs morì tra il 1293 e il 1296. Quando Andrea III concesse l'esenzione fiscale agli abitanti dei suddetti possedimenti, la chiamò "persona deceduta".

#### Figli
Mojs ebbe quattro figlie, di cui due, Cecilia e Giuditta, entrarono nell'Ordine domenicano e vissero nel convento dell'isola dei Conigli. Si ha testimonianza della loro deposizione durante la fase istruttoria del processo di canonizzazione della loro consorella domenicana Margherita, figlia di Béla IV, nel 1276. Secondo le loro stesse dichiarazioni, Cecilia aveva circa cinquant'anni e Giuditta esattamente quarantaquattro al momento dell'inchiesta, ragion per cui se ne desume che nacquero rispettivamente intorno al 1226 e al 1232 (di conseguenza, Mojs e la sua moglie ignota dovevano essere nati nel 1200 o, al più tardi, nel 1210). Cecilia visse nei monasteri di Vesprimia e poi dell'isola dei Conigli fin dall'infanzia, mentre Giuditta entrò nell'ordine delle suore domenicane intorno al 1265.
La terzogenita di Mojs, Elisabetta, divenne la prima moglie di Nicola Pok, un influente signore della Transilvania negli ultimi decenni del XIII secolo. Attraverso il loro figlio maggiore Maurizio, divennero i progenitori della nota famiglia dei Meggyesi, estintasi nel 1492. La loro nipote Anna sposò Ladislao Báthory (Bátori) e la coppia era la diretta progenitrice dell'illustre famiglia Báthory de Somlyó, la quale in seguito elevò a dinastia reale la Transilvania e la Polonia. Grazie a questo matrimonio, la loro propaganda di corte del XVI secolo poté sottolineare che i Báthory discendevano dalla dinastia degli Arpadi. Sebbene Nicola Pok in seguito si sia sposato per la seconda volta con Caterina Kaplon, il cronista dei Báthory András Valkai ha affermato con certezza nel suo poema genealogico (Genealogia historica regum Hungariae…, 1576-1581 circa) che Maurizio – padre di Anna – discendeva dalla parentela di Mojs, ma ha ritenuto erroneamente che Mojs e «Sofia» (come ha identificato la moglie di Mojs) fossero i genitori di Maurizio, trascurando una generazione – Nicola Pok ed Elisabetta. È possibile che Emerico e Andrea II fossero considerati degli antenati più adatti per i Báthory in quanto cattolici (principalmente il re Stefano I Báthory) rispetto a Ladislao IV il Cumano.
La misteriosa quarta figlia sposò Enrico Kőszegi, uno dei più potenti oligarchi del regno d'Ungheria attivo a cavallo tra il XIII e il XIV secolo che estese la sua sovranità sull'Alta Slavonia e il Transdanubio meridionale, in parte grazie all'eredità del suocero Mojs. Attraverso i loro due figli, Giovanni e Pietro Enrico e la sua sposa erano rispettivamente antenati delle famiglie nobiliari Tamási e Herceg de Szekcső, che raggiunsero la notorietà nel XV secolo. Ebbero anche una figlia, consorte di Turcho, membro della parentela materna di re Andrea III d'Ungheria, rafforzando il rapporto esistente con la dinastia reale.

#### Disposizioni testamentarie
Poiché Mojs non aveva eredi maschi legittimi, redasse il suo testamento con il consenso del nipote Alessandro per la prima volta nel 1267, quando aveva più di sessant'anni. Il documento garantiva la conferma reale in caso di morte di Mojs senza figli maschi e includeva il diritto di revoca e modifica. Stando alle disposizioni, sua moglie e le sue figlie avrebbero ereditato insieme Igal, due insediamenti chiamati Pozsony, Borhod, Oszlár, una porzione a Derecske e i suoi possedimenti oltre il fiume Drava: Rácsa, Musina, Bakva, Izdenc e Sudyn. Nel 1272, Mojs modificò il suo testamento e attribuì alcuni dei suoi possedimenti solo alle figlie che si erano unite alle suore domenicane, che ne erano anche beneficiarie. Secondo Dóra Bachusz, Mojs si era già risposato nel frattempo, pertanto era necessario separare l'eredità per evitare ulteriori controversie.
La salute di Mojs peggiorò rapidamente nel 1280. Dopo essersi ammalato, redasse il suo testamento in punto di morte sulla base di una comunicazione orale il 26 settembre 1280 alla presenza di Tommaso, vescovo di Vác, che fungeva anche da cancelliere della regina Isabella, dei rappresentanti del capitolo collegiale di Buda (stazione di autenticazione in quel momento), dei superiori dei francescani e dei domenicani, insieme ad altri. Durante il processo, Mojs dichiarò la piena capacità mentale. L'ultimo testamento del 1280 coincideva con un «codicillus» in senso tecnico, volto a confermare con delle piccole integrazioni le disposizioni precedenti. Questo tipo di espressione è sopravvissuto sin dal sistema giuridico dell'antichità classica e se ne ha contezza in sole quattro occasioni in Ungheria durante l'epoca degli Arpadi. La storica del diritto Beáta Kulcsár ha attribuito il termine tecnico al vescovo Tommaso e a uno dei chierici del capitolo della cattedrale di Vác che stilò il documento. La vedova di Mojs ereditò Izdenc a titolo di dono di nozze e Rácsa, Uga, nel comitato di Tolna, la marturina di tre insediamenti e venti cavalli dalla scuderia del marito per «amore coniugale». Mojs raccomandò un'opzione per suo nipote Alessandro. Oltre a una preziosa cintura d'oro, avrebbe potuto scegliere un insediamento chiamato Megyericse (Međurača, in Croazia), oppure la signoria congiunta di Musina e Bakva (in quest'ultimo caso, la vedova avrebbe ereditato Megyericse). Mojs lasciò in eredità le sue proprietà in Transilvania di Zolun (Zólyom) e Meggyes (oggi Medieșu Aurit, in Romania) a suo genero Nicola Pok, che da allora in poi trasferì il centro dei suoi domini nella provincia. L'altro genero Enrico Kőszegi incamerò il castello di Gordova (Grdjevac) e le terre circostanti in Slavonia. Alla sorella di Mojs, unitasi alle monache ad Albareale, furono concessi Nyék e Szakály oltre ai marturina di Megyericse. Mojs lasciò in eredità anche diversi possedimenti terrieri al monastero di Ábrahám; ad esempio, Ábrahám, Kurd, Görbő, Csibrák, Lázi e Bot (oggi frazione di Etyek). Le suore domenicane dell'isola dei Conigli ottennero Igal e degli insediamenti chiamati Pozsony, Burkud, Aszlav, Ráksi, Kisbéc, Kazsok ed Ecseny in conformità con la sua lettera d'intenti del 1272, in cui concedeva loro un diritto di usufrutto su queste proprietà. Al legato pontificio Filippo di Fermo, che risiedeva in Ungheria da quell'anno, fu concesso il possesso di Csap con i suoi vigneti.
Quando Ladislao IV confermò le sue ultime volontà il 2 gennaio 1281, Mojs era già considerato defunto, e di conseguenza morì negli ultimi mesi del 1280. La sua vedova spartì i beni ereditati secondo quanto stabilito dal documento. Nel frattempo, anche Alessandro morì, e così suo figlio Mojs III ebbe l'opportunità di reclamare nei villaggi di Musina e Bakva, mentre la vedova incamerò Megyericse. Dopo un breve disaccordo, quando si rifiutò di rispettare il testamento, la vedova consegnò Meggyes e Zólyom a Elisabetta e Nicola Pok – per questo motivo, Bachusz ha ritenuto che fosse solo la matrigna della figlia di Mojs.